# Charlotte Dalmasso
Charlotte Dalmasso, née le 15 octobre 1991 à Cagnes-sur-Mer, est une pilote automobile française en rallye.

## Biographie
Pour sa première saison en Championnat de France des rallyes féminin, Charlotte Dalmasso est sacrée championne de France des rallyes devant la triple championne en titre, Charlotte Berton. Toutefois, la saison suivante, elle rend sa couronne à Berton qui gagne le titre au dernier rallye de la saison.
Pour la saison 2015, Charlotte Dalmasso s'aligne sur six manches en Championnat du monde des rallyes junior sur une DS 3 R3 Max,. 
Elle roule dans la formule Renault Clio pour la saison 2016.

## Palmarès
- Championnat de France des rallyes féminin :
  - Championne en 2013 et 2016
  - Vice-championne 2014

## Vie privée
Charlotte Dalmasso est titulaire d'un baccalauréat scientifique et a réalisé deux années au SKEMA Sport Management puis a entrepris des études de mathématiques. Son père, Marc Dalmasso, est directeur de l'écurie PitStop qui accompagne Charlotte dans ses rallyes, et a été sacré vice-champion de France des rallyes terre en 1998.